# Приз, Николай Васильевич
Николай Васильевич Приз (2 сентября 1946 — 31 мая 2024) — советский партийный деятель и российский политик. Первый секретарь Ейского горкома КПСС (1982—1986), мэр Краснодара (2000—2004).
Родился в с. Зайцевка Кантемировского района Воронежской области в семье шахтёра, участника Великой Отечественной войны.
Окончил Новочеркасский строительный техникум. Работал в Ейске плотником в Строительно-монтажном управлении № 16 Главка «Краснодарпромстрой». В 1965—1968 гг. служил в армии.
После увольнения в запас вернулся в Ейск, работал мастером, прорабом, начальником участка, начальником производственно-технического отдела строительного управления № 16. В 1974 г. заочно окончил инженерно-строительный факультет Краснодарского политехнического института (с отличием).
С 1975 года в Ейском горкоме КПСС: инструктор, заведующий отделом, второй (1981—1982) и первый (1982—1986) секретарь.
С 1986 года заведующий отделом строительства, с 1987 г. секретарь краевого комитета КПСС, с 1989 по август 1991 г. заместитель председателя крайисполкома по вопросам строительства и коммунального хозяйства.
В1991-1998 гг. вице-президент компании «Югинвестстрой», директор по производству строительной организации «Краснодарстрой-инжиниринг».
В 1998—2000 гг. председатель Комитета по промышленности, транспорту, связи, строительству, жилищно-коммунальному хозяйству и предпринимательству Законодательного Собрания Краснодарского края.
с 2000 г. — глава администрации города Краснодара, 14 марта 2004 г. был избран на второй срок. В этот период построены набережная реки Кубани, Дворец спорта «Олимп» на 3000 мест. За счет средств инвесторов возведены два аквапарка, крупные торгово-развлекательные центры. По итогам работы под руководством Н. В. Приза за 2002 год Краснодару была присуждена Главная премия России "Российский национальный Олимп" в номинации "Лучший город России". В 2003 году Краснодар стал лауреатом Всероссийского конкурса "Золотой рубль" и признан лучшей столицей на территории Южного Федерального округа по экономическому развитию. 
11 сентября 2004 г. решением Октябрьского районного суда отстранён от занимаемой должности. Краевой прокуратурой ему было предъявлено обвинение по ст. 286 УК РФ — «Превышение должностных полномочий». Ему вменили, что он единолично определял генподрядчика на выполнение строительных работ, финансируемых за счет городского бюджета, что нанесло вред интересам государства в виде излишних затрат". 17 марта 2005 г. Первомайским районным судом Краснодара признан виновным и приговорен к 3 годам лишения свободы условно. Как отмечали СМИ, это произошло на фоне его конфликта с тогдашним губернатором Александром Ткачевым по политическим мотивам и ввиду его принципиальной позиции о недопустимости приватизации объектов жилищно-коммунального хозяйства. 
Награждён орденами: «Знак Почёта», "Дружбы" и "Преподобного Сергия Радонежского" второй степени.
Автор книг:
- Путь России в начале третьего тысячелетия : Мое мировоззрение / Н. В. Приз. — Краснодар : Сов. Кубань, 2001. — 237, [1] с.; 21 см. — (XXI век).; ISBN 5-7221-0406-X
- Философия соборности. Русская национальная идея : (мое мировоззрение) / Н. В. Приз. — Майкоп : Полиграф-Юг, 2008. — 306 с. : портр.; 21 см; ISBN 978-5-7992-0528-7
- Легенды и быль о прошлом, настоящее и будущее человечества (мое мировоззрение) / Н. В. Приз. — Майкоп : ОАО "Полиграф-Юг" , 2009. — 456 с. ; 21 см; ISBN 978-5-7992-0565-2
- Русский социализм или освобождение России от примитивного развития (мое мировоззрение) / Н. В. Приз. — Майкоп : ОАО "Полиграф-Юг", 2011. — 364 с. ; 21 см; ISBN 978-5-7992-0685-7
- Космос и жизнь человечества (гипотеза) [Текст] : мое мировоззрение / Н. В. Приз. — Майкоп : Полиграф-ЮГ, 2015—2022., в 6 книгах.- 21 см.

Умер 31 мая 2024 года.